# 亞洲電視亞洲台
亞洲台（英語：ATV Asia）前香港亞洲電視擁有的一條以高清格式播放的數碼頻道，當中包括1080i全高清節目及由較低解像度增線至1080i的節目。該頻道須以升級版DMB-T/H（現改稱 DTMB）接收器才能接收，而該台的頻道號碼為12。
隨著亞洲電視於2015年4月1日不獲行政長官會同行政會議續牌，亞洲電視需要結束本地免費電視廣播，因此由2016年4月2日凌晨零時起終止播放本頻道在內共六條數碼頻道及兩條模擬電視頻道。
亞洲台星期一至五的白天時段主要以新聞財經節目為主，其餘時間是賽馬節目及以時政、紀錄片和播出國際台的英語新聞節目。2015年後亞視主要投資者王征因亞視不獲行政長官會同行政會議為免費電視牌照續期而不再投放資金，亞洲台先後取消播放新聞節目，雖然部份節目已重新播出，但亞洲台分途播出，只有《普通話新聞》重新安排於亞洲台播放，白天時段以重播節目為主，晚間時段僅有新聞節目為首播。

## 歷史

### 亞洲高清台
為配合亞洲電視數碼頻道重組，亞洲高清台於2009年4月1日早上6:00取代以前的亞洲電視高清頻道，該頻道的台標為紫色。該頻道並不和競爭對手無綫電視高清翡翠台一樣，與主頻道於黃金時段同步播出節目。
2009年5月8日，亞洲高清台首次與本港台同步直播香港甲型H1N1流感疫情灣仔維景酒店解封情況的新聞節目。
2009年6月初，亞洲電視宣佈取得2009年歐洲U-21足球錦標賽的香港免費電視獨家播映權；亞洲高清台播出了首場B組賽事英格蘭對芬蘭，及後先後直播兩場A組、五場B組賽事、兩場準決賽以及決賽，當中部份賽事設有網上直播（由Vcast.tv提供網上直播服務）。
2009年10月5日開始，本港台星期一至五的黃金時段節目均與亞洲高清台同步播出。2009年10月18日，本港台星期日播出的《亞洲星光大道》與亞洲高清台同步播出。
2009年12月7日凌晨起，該頻道和本港台、國際台的台徽改為全天顯示。
2010年12月12日，本港台星期日播出的《亞洲星光大道》開始取消與亞洲高清台聯播節目，12月13日，取消星期一至五黃金時段與本港台同步的安排，最後一次黃金時段與本港台同步播出的節目為2010年12月18日的《嶺南尋根之旅》。
2011年1月1日凌晨零時，亞視所有自製和轉播頻道台徽顏色統一為橙色。
2011年4月2日，星期六晚上21:00-22:00播出的《觸動•陳奕迅》再次與本港台聯播。
在星期一至五股市交易日期間，上午6:30-下午13:00安排播出以新聞財經為主的節目，除了與本港台聯播《亞洲早晨》、《理財博客之即市錦囊》和《十二點半新聞》外，也會播出僅在亞洲台播出的《金融快訊》、《新聞報道》和《放眼神州》。 於下午13:00午間收市後，播出高清製作的紀錄片或電視劇，14:35分與本港台聯播《理財博客之投資多面睇》，之後播出《金融快訊》和《新聞報道》。下午17:00播放兒童節目《通識小學堂》和資訊娛樂節目《生活加油站》。
2011年3月7日隨著港交所延長開市時段，該頻道下午時段的節目安排做出調整，13:00會播放音樂節目《今夜星光燦爛》或香港電台電視部高清節目，13:35與本港台聯播《理財博客之投資多面睇》，15:00會播出《新聞報道》和《金融快訊》，其後會播放《通識小學堂》及《生活加油站》。

### 亞洲台
2011年5月2日凌晨零時起，該頻道改版並更名亞洲台，以「時政評論」作為頻道定位，亞視聲稱本頻道「不依附任何財團，不從屬任何政黨」。
亞洲台全面取消播出電視劇，而賽馬節目《放眼馬世界》改為19:00播出。每晚21:30會重播中國中央電視台的《新聞聯播》。也會和國際台同步播放《普通話新聞》。晚上22:00會播出《英語晚間新聞》（Main News）。 而在星期六/日，此頻道則和本港台同步播出節目。晚上23:00播出的新聞資訊節目《把酒當歌》會和本港台同步播出，並且同步播出本港台的《十二點半新聞》、《六點鐘新聞》以及《夜間新聞》和同步播出國際台的《普通話新聞》。本港台播出的《iSports@tv》移至該頻道播出。
2011年7月11日，亞洲台增加重播國際台《全球化雜誌》、《全歐訊息速遞》、《時事內幕追擊》、《人物與政治》、《焦點報告》、《時事縱橫》、《六十分鐘時事雜誌》等英語時事節目的時段，而星期一至日晚19:30則改為與國際台同步播出《英語晚間新聞》（Main News），星期一至五晚上20:00改為播出紀錄片，21:00改為播出《香港百人》，22:00重播《普通話新聞》。
2011年8月15日開始，星期一至五本港台、亞洲台會在20:00播出《香港有飯開》，20:30播出《微播天下》次日0:00播出《我要做特首2》。
2011年9月12日起，《香港百人》（翌日改播《2011感動香港》）改為20:00播出，20:30改為播出《經濟工程》系列（亞洲電視將《驚世工程》和《中東商業帝國》兩套紀錄片包裝成一個系列）及後改為播放《世界通識》系列和《1929》系列，及後改為20:00播放《藝術無疆界》系列，21:30重播《普通話新聞》，星期一至日凌晨01:10改為重播國際台的《英語夜間新聞》（Late News），後改為01:40重播。
2012年7月9日起，亞洲台更換頻道包裝為淺藍色三角形。
2013年起，因亞視因縮減資源減少製作英語新聞節目，該頻道的英語新聞節目僅餘《英語晚間新聞》。
2013年7月1日起，更換頻道包裝至綠色柱體設計。
2014年起，亞洲電視取得香港亞洲流行音樂節的播放權，3月28日以高清制式於亞洲台無間斷現場直播。
2014年5月5日起，增加婦女節目《我愛下午茶》於逢星期一至五下午16:30播放，減少重播《星動亞洲》一次。
2015年開始，亞視因資金緊絀而拖欠員工薪酬，節目播映受到影響。
- 2015年1月5日開始：
  - 取消在畫面右上角長期顯示節目名稱。
  - 取消節目預告。
- 2015年8月22日開始（星期六、日）：
  - 播出以國語廣播的全新財經資訊節目《女人資本論》。[2]
- 2015年8月23日開始（星期日）：
  - 播出以國語廣播的全新財經資訊節目《君擎財經》、新聞資訊節目《今日亞洲》（第四集開始改以粵語廣播）。[2]
- 2015年8月29日開始（星期六）：
  - 播出以粵語廣播的全新財經資訊節目《投資先機》。[2]
- 2015年11月14日開始（星期六）：
  - 播出以國語廣播的全新娛樂資訊節目《明星對對碰》、《男女情式》；在同日《明星對對碰》播放第一集後腰斬。
- 2016年1月1日開始：
  - 更換頻道包裝至黃色圓框設計，更換節目宣傳片包裝；但家長指引、聲道提示仍維持舊有綠色柱體設計。
- 2016年1月5日開始：
  - 亞洲台恢復播放台徽呼號畫面，採用黃色城市設計[3]；但家長指引、聲道提示、間場仍維持舊有綠色柱體設計。
  - 恢復節目預告。
- 2016年1月21日開始：
  - 更換台徽間場至黃色城市設計。
- 2016年2月3日開始：
  - 取消播映《普通話新聞》（與國際台聯播）。
- 2016年2月6日開始：
  - 取消播映《六點鐘新聞》、晚間及夜間《體育快訊》、《經濟快訊》、《天氣報告》及《夜間新聞》（與本港台聯播）。
  - 取消播映《英語晚間新聞》（與國際台聯播）。
- 2016年2月27日開始：
  - 更換台徽呼號包裝至以黃色為主調的花朵設計。

### 結束廣播
2016年4月2日凌晨零時後，配合亞視免費電視牌照屆滿，該頻道終止播映。亞洲台於2016年4月1日當晚播出的最後一個電視節目為國語廣播的電視劇《高山青》大結局。
亞洲電視香港本地免費電視節目服務牌照有效期屆滿當天（2016年4月1日）亞洲台的節目表：

| 4月1日原訂播映內容 | 4月1日原訂播映內容       |
| 播出時間           | 節目名稱                 |
| ------------------ | ------------------------ |
| 00:00~00:30        | 天南地北                 |
| 00:30~01:00        | 悠遊禪蹤                 |
| 01:00~01:30        | 香港有飯開               |
| 01:30~02:00        | 低碳健營好煮意           |
| 02:00~03:00        | 女神辦公室               |
| 03:00~04:00        | 台灣睇‧住‧玩             |
| 04:00~04:30        | 暢遊廣東144小時          |
| 04:30~05:00        | 馬爾代夫好味道           |
| 05:00~05:30        | 香港有飯開               |
| 05:30~06:00        | 天南地北                 |
| 06:00~06:30        | 讀知天下                 |
| 06:30~07:30        | 高山青                   |
| 07:30~08:30        | 祖先開眼                 |
| 08:30~08:45        | 開心詞堂                 |
| 08:45~09:15        | 探訪人間：一人有一個故事 |
| 09:15~09:45        | 香港十大自然勝景         |
| 09:45~10:15        | 茶加擇                   |
| 10:15~10:45        | 暢遊廣東144小時          |
| 10:45~11:00        | 環遊世界                 |
| 11:00~11:30        | 香港有飯開               |
| 11:30~12:30        | 嶺南尋根之旅             |
| 12:30~13:00        | 讀知天下                 |
| 13:00~14:00        | 祖先開眼                 |
| 14:00~15:00        | 從香港出發               |
| 15:00~15:30        | 香港有飯開               |
| 15:30~16:00        | 茶加擇                   |
| 16:00~16:30        | 暢遊廣東144小時          |
| 16:30~17:00        | 天南地北                 |
| 17:00~17:30        | 低碳健營好煮意           |
| 17:30~18:00        | 美食情緣新口味           |
| 18:00~19:00        | 星級享受之旅             |
| 19:00~19:30        | 香港望族                 |
| 19:30~19:45        | 環遊世界                 |
| 19:45~20:00        | 今日亞洲                 |
| 20:00~20:30        | 紙有成功路               |
| 20:30~21:00        | 女神辦公室               |
| 21:00~22:00        | 嶺南尋根之旅             |
| 22:00~23:59:59     | 高山青（大結局）         |
| 00:00              | 慈雲山發射站中斷訊號     |

| 4月1日實際播映內容 | 4月1日實際播映內容                                          |
| 播出時間           | 節目名稱                                                    |
| ------------------ | ----------------------------------------------------------- |
| 00:00~00:30        | 天南地北                                                    |
| 00:30~01:00        | 悠遊禪蹤                                                    |
| 01:00~01:30        | 香港有飯開                                                  |
| 01:30~02:00        | 低碳健營好煮意                                              |
| 02:00~03:00        | 女神辦公室                                                  |
| 03:00~04:00        | 台灣睇‧住‧玩                                                |
| 04:00~04:30        | 暢遊廣東144小時                                             |
| 04:30~05:00        | 馬爾代夫好味道                                              |
| 05:00~05:30        | 香港有飯開                                                  |
| 05:30~06:00        | 天南地北                                                    |
| 06:00~06:30        | 讀知天下                                                    |
| 06:30~07:30        | 高山青                                                      |
| 07:30~08:30        | 祖先開眼                                                    |
| 08:30~08:45        | 開心詞堂                                                    |
| 08:45~09:15        | 探訪人間：一人有一個故事                                    |
| 09:15~09:45        | 香港十大自然勝景                                            |
| 09:45~10:15        | 茶加擇                                                      |
| 10:15~10:45        | 暢遊廣東144小時                                             |
| 10:45~11:00        | 環遊世界                                                    |
| 11:00~11:30        | 香港有飯開                                                  |
| 11:30~12:30        | 嶺南尋根之旅                                                |
| 12:30~13:00        | 讀知天下                                                    |
| 13:00~14:00        | 祖先開眼                                                    |
| 14:00~15:00        | 從香港出發（尚未播放所有集數）                              |
| 15:00~15:30        | 香港有飯開                                                  |
| 15:30~16:00        | 茶加擇                                                      |
| 16:00~16:30        | 暢遊廣東144小時                                             |
| 16:30~17:00        | 天南地北                                                    |
| 17:00~17:30        | 低碳健營好煮意                                              |
| 17:30~18:00        | 美食情緣新口味                                              |
| 18:00~19:00        | 星級享受之旅                                                |
| 19:00~19:30        | 香港望族                                                    |
| 19:30~19:45        | 環遊世界                                                    |
| 19:45~20:00        | 今日亞洲                                                    |
| 20:00~20:30        | 紙有成功路                                                  |
| 20:30~21:00        | 女神辦公室                                                  |
| 21:00~22:00        | 嶺南尋根之旅                                                |
| 22:00~23:59:57     | 高山青大結局（不完整，最後間場插播C AllStar的《紅館夢》MV） |
| 23:59:57~00:00     | 藍畫面（仍由亞視大埔總台控制室播出）                        |
| 00:00              | 慈雲山發射站中斷訊號                                        |

### 歷年頻道名稱
| 亞洲高清台 aTV HD | 2009年4月1日至2011年5月1日 |
| 亞洲台 ATV Asia   | 2011年5月2日至2016年4月1日 |

2015年9月14日，亞視計劃調整現有頻道，亞洲台將分拆成ATV 2 財經及ATV 4 中文，但隨著亞視免費電視牌照屆滿，有關計劃無疾而終。

## 節目
以下節目已經全部播放完畢
- 新聞時事節目
  - 亞洲早晨（2015年8月1日復播，但只於本港台播放，而不與亞洲台聯播）
  - 十二點半新聞（2015年8月1日復播，但只於本港台播放，而不與亞洲台聯播）
  - 六點鐘新聞（2016年2月短暫停播，復播後僅本港台播出，而不與亞洲台聯播）
  - 夜間新聞（2016年2月短暫停播，復播後只於本港台播出，而不與亞洲台聯播）
  - 新聞簡報
  - 特別新聞報道
  - 新聞報道
  - 英語晚間新聞
  - 英語夜間新聞
  - 英語新聞簡報
  - 英語特別新聞報道
  - 亞視普通話新聞（2015年8月3日復播）
  - 經濟快訊
  - 英語財經匯報／英語夜間經濟快訊
  - 普通話經濟快訊
  - 體育快訊
  - 天氣報告
  - 英語天氣報告
  - 普通話天氣報告
  - 風暴消息
  - 英語風暴消息
- 新聞專題節目
  - ATV焦點
  - Hot Topic
  - 時事追擊
  - 美國之音美國通訊（新聞故事）
  - 中國中央電視台新聞30分（中國新聞報道）
  - 中國中央電視台新聞聯播（中國新聞報道）
  - 香港特首答問會
- 財經節目
  - 金融快訊
  - 金錢世界
  - 理財博客之即市錦囊
  - 理財博客
  - 理財博客之投資多面睇
  - 國際財經視野
  - 十分財經資訊
  - 君擎財經
- 清談/訪談節目
  - 香江怒看
  - 亞洲政策組
  - 把酒當歌
  - 亞視百人
  - 高志森微博
  - ATV亞洲小姐競選25th 亞姐百人
  - 傑出潮商系列
- 資訊節目
  - 讀知天下
  - 中華創意奇觀2
  - 科學特搜
  - 中國神秘檔案
  - 全球化雜誌
  - 全歐訊息速遞
  - 時事內幕追擊
  - 人物與政治
  - 焦點報告
  - 時事縱橫
  - 六十分鐘時事雜誌
  - 通識小學堂
  - 生活加油站
  - 百年共和
  - 星動亞洲
  - 香港望族
  - 聚焦中國
  - BB日記
  - 今日iCity
  - 方草尋源
  - 澳門人
  - 青協數碼青年：好戲連場
  - 濠江水悠悠 澳門五百年
  - 我愛下午茶
  - 天南地北
  - 女人資本論
  - 投資先機
  - 男女情式
  - 今日亞洲
- 音樂節目
  - ATV每日一歌
- 旅遊節目
  - 嶺南尋根之旅
  - 開心到鎮
  - 日語大放送（外購節目，以日語廣播）（已於2016年4月17日起改為由ViuTV播放）
  - 愉悅龍門
  - 西藏尋真•蟲草之旅
  - 星河展現•濠江情
- 劇集

- - 熟女ChaChaCha
  - 詠春傳奇
  - 火蝴蝶
  - 法網群英
  - 小興安嶺深處
  - 四十九日·祭
  - 親密損友
  - 高山青
- 紀錄片（外購節目）
  - 極地求存
  - 小魔怪
  - 加拿大 牛仔之城
  - 傳奇中國系列
  - 文化深度行
  - 驚世工程
  - 中東商業帝國
  - 尋根珠璣港
  - 獵秘遊蹤之神山
  - 環球大百科
    - 野性的呼喚
    - 後恐龍世界
    - 米飯生活
    - 橫越歐洲遊

  - 《1929》系列
  - 藝術無疆界
  - 愛的設計
  - 日之達人
  - 荼馬古道
  - 超級地震
  - 環球大百科
    - 感官世界
    - 超越腦極限
    - 探索宇宙

  - 新疆並不遙遠
  - 風雲大事一百年
    - 311日本大地震透視
    - 百年之「迷」
    - 世紀的災難
    - 皇室傳承
    - UFO驚世事件簿
    - 2008金融海嘯
    - IT巨人
    - 911回顧
    - 2012世界末日預言
    - 世紀倒台40周年
    - 核戰邊緣
    - 柏林圍墻倒下

  - 血鑄河山
- 賽馬節目（香港賽馬會製作）（已於2015年8月11日起改為由無線電視J2播放）
  - 放眼馬世界
  - 胆識過人
  - 馬上全接觸
  - 高清賽馬直擊
- 香港電台電視節目
- 大型綜藝
  - 第三十三屆十大中文金曲頒獎音樂會
  - 第三十六屆十大中文金曲頒獎音樂會
  - 第三十七屆十大中文金曲頒獎音樂會
  - 陳浩德金曲情不變演唱會II
  - 2011「一路有你」中國扶貧慈善晚會
  - 香港亞洲流行音樂節2011
  - 香港亞洲流行音樂節2012
  - 香港亞洲流行音樂節2013
  - 香港亞洲流行音樂節2014
  - 香港亞洲流行音樂節2015
  - 第十一屆全球華語大學生影視獎頒獎典禮

## 廣東接收情況
亞洲台能在珠三角地區使用DTMB天線接收，佛山、東莞、雲浮等地的有線系統曾傳送過亞洲台的訊號，直至2012年9月，佛山和東莞的亞洲台訊號被其他頻道取代。廣東有線電視東莞分公司稱，前期作為測試頻道試播，因應國家政策的要求停止播出，以粵語高清HD和標清本港台墊播，中國內地未經政策允許，不得接收當局批准外的其他境外頻道。

## 亞洲台（衛星版）
亞洲高清台（衛星版）於2009年9月1日啟播，透過亞太5號衛星通過藝華衛視轉播，面向全亞太地區；節目編排除了直播的賽馬或國際體育賽事和香港電台製作的節目之外，其他和地面版無異，2011年5月2日起，凌晨同步更名，2016年3月31日起，亞洲台被替换為中天亞洲台。

## 外部連結
- 亞洲台官方討論區